# Etlingera kenyalang
Etlingera kenyalang là một loài thực vật có hoa trong họ Gừng. Loài này được A.D.Poulsen & H.Chr. mô tả khoa học đầu tiên năm 2005.